# هیرویوکی تاکدا
هیرویوکی تاکدا (ژاپنی: 武田 博行؛ زادهٔ ۳۰ نوامبر ۱۹۸۳) یک بازیکن فوتبال اهل ژاپن است.
از باشگاه‌هایی که در آن بازی کرده‌است می‌توان به باشگاه فوتبال میتو هولیهوک، باشگاه فوتبال توچیگی، باشگاه فوتبال گراونز کیتاکیوشو، باشگاه فوتبال سرزو اوساکا و باشگاه فوتبال توکیو وردی اشاره کرد.